# 埃迪·约翰逊 (1955年)
小爱德华·约翰逊（英語：Edward Johnson Jr.，1955年2月24日—2020年10月26日），美国NBA联盟前职业篮球运动员。他在1977年的NBA选秀中第3轮第49顺位被亚特兰大鹰选中。
2008年，因性侵12岁未成年人和8岁女童被判终身监禁，不得假释。随后移交到圣塔罗萨惩教中心服刑。2020年10月26日因病在服刑期间死亡，监方没有透露其身患何种疾病。